# Sorgsvampmal
Sorgsvampmal (Nemapogon falstriellus) är en fjärilsart som först beskrevs av Alexander Haas 1881.  Sorgsvampmal ingår i släktet Nemapogon, och familjen äkta malar. Enligt den svenska rödlistan är arten nära hotad i Sverige. Arten förekommer i Götaland och Öland. Artens livsmiljö är skogslandskap, jordbrukslandskap.